# Clearlake Capital Group
Clearlake Capital Group ist eine US-amerikanische Investmentgesellschaft, die in Kommunikations-, Gesundheits- und Industrieunternehmen investiert. Clearlake Capital wurde 2006 von José E. Feliciano, Steven Chang und Behdad Eghbali gegründet und verwaltet derzeit ein Vermögen im Wert von mehr als 70 Milliarden US-Dollar. Der Hauptsitz des Unternehmens befindet sich in Santa Monica, Kalifornien, mit Niederlassungen in Dallas, London und Dublin.

## Investitionen
Clearlake Capital Group wurde 2006 von José E. Feliciano, Steven Chang und Behdad Eghbali gegründet, um mit geduldigem, langfristigem Kapital in Unternehmen zu investieren, die sich in einer Übergangsphase befinden oder expandieren. In den ersten Monaten haben sie über drei Milliarden US-Dollar in Unternehmen investiert.
Im Mai 2010 verkaufte Clearlake Buy.com, ein US-amerikanischer Online-Einzelhandelsmarkt, an Rakuten für 250 Millionen US-Dollar. Centerbridge Partners hat im August 2017 die Softwareanbieter Syncsort und Vision Solutions, die Clearlake 2015 und 2016 übernommen hat, für 1,26 Milliarden US-Dollar von der Clearlake Capital Group erworben. Im Juni 2020 erwarb Clearlake WhiteStar Asset Management, eine US-amerikanische Vermögensverwaltungsgesellschaft. Clearlake übernahm im August 2021 Cornerstone OnDemand, ein Anbieter einer Talentmanagementsoftware, für 5,2 Milliarden US-Dollar.
Im März 2022 wurde bekannt, dass Clearlake sich einem Übernahmeangebot von Todd Boehly für den englischen Fußballverein FC Chelsea angeschlossen hat.   Bei einer erfolgreichen Übernahme würde Clearlake die Hälfte aller Anteile an Chelsea besitzen.